# Francoa sonchifolia
Francoa sonchifolia, conocida como flor nupcial (del inglés bridalwreath), es una especie de planta de la familia Francoaceae, endémica de los acantilados del sur de Chile. Es una planta perenne con hojas basales de bordes ondulados (sinuosos). Produce racimos de flores erectos no ramificados de color rosa pálido, veteadas o con manchas de color rosa oscuro.
El epíteto latino específico sonchifolia significa "con hojas tipo Sonchus (cardo de cerda)".
La F. sonchifolia se relaciona con los géneros Saxifraga, Heuchera e Hydrangea. Junto con la F. appendiculata, se le conoce en Chile como Llaupangue. En cultivo es resistente en lugares templados que no sufren heladas prolongadas.